# Johan Ihre
Johan Ihre (Lund, 14 de março de 1707 - Uppsala, 1 de dezembro de 1780) foi filólogo, escritor, historiador e professor universitário sueco. Foi professor de Eloquência e Ciência Política na Universidade de Uppsala de 1737 até à sua morte em 1780. Fez parte da Comissão Sueca da Bíblia (Bibelkommissionen). Sua obra mais conhecida é Glossarium suiogothicum (1769), um trabalho pioneiro no campo da linguística germânica.